# イスラエル・ロドリゲス
イスラエル・ロドリゲス・カルデロン（Israel Rodríguez Calderón, 1981年8月27日 - ）は、スペインの元男子バレーボール選手。セビリア出身。元スペイン代表。

## 来歴
スペインリーグのウニカハ・アルメリアから、2007年にイタリア・セリエAのピアチェンツァへ移籍。翌年マルティーナ・フランカでプレーし、2009年、ギリシャのEAパトラへ移籍した。
2005年からスペイン代表のレフトのウイングスパイカーとして活躍し、通算131試合に出場。2005年欧州選手権でベストスパイカー賞を受賞、2007年欧州選手権で優勝し、同年ワールドカップに出場した。

## 球歴
- ワールドカップ - 2007年（5位）
- ワールドリーグ - 2008年（13位）
- 欧州選手権 - 2005年（4位）、2007年（優勝）

## 所属クラブ
- CVアルメリア （2005-2007年）
- パッラヴォーロ・ピアチェンツァ （2007-2008年）
- マルティーナ・フランカ・バレー （2008-2009年）
- EAパトラ （2009-2010年）
- BCC-NEP Castellana Grotte（2010-2012年）
- ショーモンVB（2012-2013年）
- Tomis Constanța（2013-2014年）
- Ziraat Bankası Ankara（2014-2015年）
- スクラ・ベウハトゥフ（2015-2016年）
- CVアルメリア（2016-2019年）